# Melaab (Algeria)
Melaab è un comune dell'Algeria, situato nella provincia di Tissemsilt.